# 肯頓縣 (肯塔基州)
肯頓县（英語：Kenton County）是位於美國肯塔基州北部的一個縣，北隔俄亥俄河與俄亥俄州相望。面積426平方公里。根據美國2000年人口普查，共有人口151,464人。縣治卡温顿 （Covington）和獨立城 （Independence）。
成立於1840年1月29日。縣名紀念拓荒者、民兵領袖西蒙·肯頓 （Simon Kenton）。

## 城市
- 公園山
- 克雷斯特韋尤山